# Bolitoglossa orestes
Bolitoglossa orestes (tên tiếng Anh: Salamandra Meridena) là một loài kỳ giông trong họ Plethodontidae.
Nó là loài đặc hữu của Venezuela.
Môi trường sống tự nhiên của chúng là các khu rừng vùng núi ẩm nhiệt đới hoặc cận nhiệt đới.
Nó bị đe dọa do mất môi trường sống.